# Quartier Nord (livre)
Quartier Nord est une enquête du journaliste François Ruffin consacrée aux quartiers nord d'Amiens. Il paraît le 1er mars 2006.
L'auteur est alors rédacteur en chef du journal Fakir. Il s'agit de son deuxième ouvrage après Les Petits soldats du journalisme.

## Présentation
Après le succès des Petits soldats du journalisme, François Ruffin soumet en 2005 une idée de nouveau projet de livre aux Arènes. Celui-ci est le fruit d'une enquête menée pendant deux ans dans les quartiers nord d'Amiens. Laurent Beccaria, éditeur aux Arènes, refuse le projet. C'est finalement l'éditeur Fayard qui s'en charge,.

## Accueil
Dans l'émission Là-bas si j'y suis, Daniel Mermet, alors patron de François Ruffin qui travaille en tant que reporter pour l'émission, parle d'un livre « absolument formidable ».
Le Monde affirme que l'ouvrage « donne un visage à la banlieue ».
En 2007, le livre fait l'objet d'une recension par Julien Beaugé dans la revue scientifique Politix.

## Procès
Le 23 avril 2008, François Ruffin est condamné pour diffamation par le tribunal d'Amiens. Nourédine Gaham,,, un habitant des quartiers nord, avait en effet porté plainte. Celui-ci était, dans le livre, rebaptisé Garbi, « comme le couscous Garbit » et « Président couscous aux pieds de cochon ». Des accusations sans preuves sont également portées à son encontre (ce que reconnaîtra à demi-mot Ruffin lui-même). Nourédine Gaham explique : « Je n'ai pas supporté qu'on me salisse et qu'on salisse des gens de ma communauté comme cela. Lui, il s'en fiche de nous, il voulait juste des histoires croustillantes pour ses bobos. Mais derrière ses mots, il y a des vies ! La preuve, après la sortie de son livre, ses personnages principaux ont tous très mal fini ».

## Critiques
Le livre a notamment fait l'objet de critiques en raison des méthodes utilisées par François Ruffin. L'avocat de la partie civile, Hubert Delarue, affirme : « Sur le fond, il dit ce qu'il veut, mais ses méthodes sont discutables. Il enregistre à l'insu, fait des caméras cachées… Ce n'est pas du bon journalisme ».
Dans son François Ruffin, l'ascension d'un opportuniste paru en 2021, la journaliste Mérième Alaoui détaille certaines de ces méthodes. François Ruffin n'a en effet pas hésité à faire des chèques ou à sortir sa carte bleue pour effectuer des achats, éponger des dettes, voire acheter de la drogue dans le but de recueillir, en échange, des témoignages. Elle explique également que le journaliste a créé de faux espoirs chez un habitant qui espérait, grâce à la parution du livre, pouvoir gagner de l'argent et se construire une maison. François Ruffin est allé jusqu'à lui présenter une amie architecte.